# Kippenvel (jeugdboekenserie)
Kippenvel (Engels: Goosebumps) is een jeugdboekenserie, geschreven door de Amerikaanse auteur R.L. Stine. De boeken zijn allemaal geschreven in het griezelgenre en zijn bedoeld voor jongeren tussen 10 en 13 jaar. De boeken zijn in Nederland en België uitgegeven door uitgeverij Kluitman in Alkmaar. De eerste reeks boeken werd uitgegeven onder de naam Kippevel (zonder "n").
Per maand worden alleen al in de Verenigde Staten 1,20 miljoen exemplaren verkocht. Ook in Nederland en België is deze serie populair.

## Achtergrond
Nadat hij voor enkele humoristische tijdschriften had gewerkt, legde Stine zich in 1992 toe op het schrijven van boeken. Met het eerste boek Welcome to Dead House (In het Nederlands: We zijn niet alleen), dat in hetzelfde jaar verscheen, had hij onmiddellijk een groot succes.
De boeken zijn zeker in Amerika soms bekritiseerd vanwege de gewelddadige thema’s die erin voor zouden komen.

## Opzet
De primaire protagonist in een Kippenvel-verhaal bevindt zich meestal in een afgelegen locatie of is op een andere manier afgezonderd van normale communicatiemogelijkheden. Deze locatie kan verschillen van een gewone woonwijk tot een kostschool, kampeerplaats of een ander land dan waar de protagonist vandaan komt.
Gezien het doelpubliek is de protagonist meestal ook een kind of jonge tiener. De boeken hanteren een semi-homogene plotstructuur waarin deze protagonist, meestal indirect, betrokken raakt bij enge situaties. Hoofdstukken eindigen vaak met een cliffhanger.
Ook bekend van de boeken zijn de vaak opvallende eindes, waarin op het eind van het verhaal de vork heel anders in de steel blijkt te zitten dan de lezer tot dusver dacht. Zo blijkt in het verhaal A Shocker on Shock Street, dat de protagonisten op het einde experimentele robots zijn. Dit is gelijk aan afleveringen van onder andere The Outer Limits en The Twilight Zone.

## Boeken
Een aantal van de boeken zijn inmiddels uitgebracht in Nederland en België, vertaald en geïllustreerd door uitgeverij Kluitman. Hoewel je met behulp van een samenvatting van het plot redelijk kunt bepalen welke Nederlandse versie een vertaling is van welk origineel, is dat op basis van alleen de titels soms een stuk lastiger. De originele titel staat achter de Nederlandse vermeld.
Kippevel / Kippenvel
- We zijn niet alleen - Welcome to Dead House
- Ga niet naar de kelder - Stay out of the Basement
- Monsterbloed - Monster Blood
- Het Moerasmonster - Werewolf of Fever Swamp
- De toekomst in beeld - Say Cheese and Die
- Eet Smakelijk... - The Girl Who Cried Monster
- Het Masker - The Haunted Mask
- Kamp Nachtmerrie - Welcome to Camp Nightmare
- Horrorland - One Day at Horrorland
- Monsterbloed II - Monster Blood II
- De getikte klok - The Cuckoo Clock of Doom
- De Vloek van de Farao - The Curse of the Mummy's Tomb
- Koppensnellers! - How I Got My Shrunken Head
- Het Horrorhuis - The Headless Ghost
- De rol van je leven - Phantom of the Auditorium
- Het spookt bij de buren - The Ghost Next Door
- Een monsterlijke familie - Jekyll and Heidi
- Kippenvel 10x
- Kippenvel 8x
- Grafgeesten - Attack of the Graveyard Ghouls
- De zwarte ring - Horrors of the Black Ring

Kippenvel junior
- Kijk niet in de spiegel - Let's get Invisible
- Help, hij leeft! - Night of the Living Dummy
- Vertrouw nooit een heks - Be Careful What You Wish For
- Een griezel met zes poten - Why I'm Afraid of Bees
- Vogelverschrikkers! - The Scarecrow Walks at Midnight
- De GootsteenGriezel - It Came From Beneath the Sink
- Blijf maar slapen - Don't Go To Sleep
- Een vampier wordt wakker - Vampire Breath
- Het Kloddermonster - The Blob That Ate Everyone
- Een buitenaards drankje - Brain Juice
- Hou ze in de gaten! - Werewolf Skin

Het totale aantal verhalen dat tot de "Kippenvelreeks" behoort is groter, en omvat ook een groot aantal korte verhalen. Deze zijn tot dusver niet in het Nederlands verschenen.
Niet vertaald
- Monster blood III
- Monster Blood IV
- Night of the living dummy II
- Night of the living dummy III
- The haunted mask II
- Deep trouble
- Deep trouble II
- Return of the Mummy
- Say Cheese and Die — Again!
- Piano Lessons Can Be Murder
- You Can't Scare Me!
- Go Eat Worms!
- Ghost Beach
- Attack of the Mutant
- My Hairiest Adventure
- A Night in Terror Tower
- The Barking Ghost
- The Horror at Camp Jellyjam
- Revenge of the Lawn Gnomes
- A Shocker on Shock Street
- The Headless Ghost
- The Abominable Snowman Of Pasadena
- Bad Hare Day
- Egg Monsters from Mars
- The Beast from the East
- Ghost Camp
- How to Kill a Monster
- Legend of the Lost Legend
- Attack of the Jack-O'-Lanterns
- Calling All Creeps!
- Beware, the Snowman
- How I Learned to Fly
- Chicken Chicken
- The Curse of Camp Cold Lake
- My Best Friend Is Invisible
- The Haunted School
- I Live in Your Basement!

## Spin-offs
In het Engels kent de reeks inmiddels een aantal spin-offreeksen, waaronder:
- "Goosebumps Series 2000"
- "Give Yourself Goosebumps"
- "Goosebumps HorrorLand"

## Bewerkingen
- In 1995 verscheen de televisieserie Goosebumps, gebaseerd op de boeken. Ook is er in 2015 een nieuwe film van goosebumps verschenen, eveneens gebaseerd op de boeken van R.L. Stine.
- In 1995 verscheen in Amerika het bordspel "Goosebumps: Terror in the Graveyard Game" door Craig Van Ness. In Nederland is dit spel (Kippevel - Nacht op het kerkhof) een jaar later uitgegeven door Meulenhoff Boekerij (MB).
- Er zijn twee videospellen gebaseerd op de boekenreeks gemaakt, beide door DreamWorks Interactive: "Goosebumps: Escape from HorrorLand" (1991) en "Attack of the Mutant" (1997).
- Op 9 september 2001 verscheen de stripserie Goosebumps Graphix, met stripversies van de boeken.
- Columbia Pictures bezit momenteel[(sinds) wanneer?]  de filmrechten op de boeken. Een Kippenvel-film stond sinds 2008 op de planning en ging als Goosebumps op 3 oktober 2015 in première.In de film met in de hoofdrol Jack Black, komen de denkbeeldige demonen van R.L. Stine tot leven.